# Penicillium phoeniceum
Penicillium phoeniceum J.F.H. Beyma – gatunek mikroskopijnych grzybów strzępkowych z rodziny Aspergillaceae.

## Systematyka i nazewnictwo
Pozycja w klasyfikacji według Index Fungorum: Penicillium, Aspergillaceae, Eurotiales, Eurotiomycetidae, Eurotiomycetes, Pezizomycotina, Ascomycota, Fungi.
Po raz pierwszy opisał go w 1933 roku Frederik Hessel van Beyma. Synonimy:
- Eupenicillium cinnamopurpureum D.B. Scott & Stolk 1967
- Penicillium idahoense Paden 1971
- Penicillium pusillum G. Sm. 1939

## Morfologia i rozwój
Kolonie na agarze z roztworem Czapka rosną bardzo powoli, osiągając średnicę około 1 cm w ciągu 10–12 dni w temperaturze pokojowej. Są wzniesione, poduszkowate, o głębokości 1–1,5 mm, składające się z twardego filcu z powierzchniowym wzrostem nieco kłaczkowatym lub strzępkowatym, bezstrefowe, mające tendencję do tworzenia promienistych bruzd. Brzeg o szerokości około 1 mm, cienki ze słabym zarodnikowaniem. Środkowe obszary kolonii białe lub w jasnoróżowych odcieniach, a obszary brzeżne o szerokości 1–2 mm przechodzące w odcienie bladoniebieskozielone. Brak wysięku lub słaby, zapach słaby. Rewers szybko przechodzący w odcienie jaskrawoczerwonofioletowe, z wiekiem ciemnofioletowe z otaczającym agarem podobnym i ostatecznie intensywnie zabarwionym. Konidiofory zwykle wyprostowane, wyrastające głównie z podłoża lub bazowego filcu, o wymiarach do 200–250 × 2–2,5 µm, o gładkich lub delikatnie chropowatych ścianach, nieznacznie rozszerzające się w pobliżu wierzchołka, zwykle nierozgałęzione, ale czasami raz rozgałęzione w obszarze końcowym. Penicillusy monowertycjoidalne, składające się z prostych okółków ramion, w liczbie od 5 do 10 lub 12, mniej więcej równoległe lub lekko rozbieżne, wytwarzające zarodniki w splątanych łańcuchach. Ramiona przeważnie 8–10 × 2 µm, czasami o długości do 12 lub 14 µm, stopniowo zwężające się w kierunku końcówek zawierających zarodniki. Zarodniki nieco eliptyczne lub w początkowej fazie rozwoju główkowate, po osiągnięciu dojrzałości kuliste do prawie kulistych, przeważnie o średnicy 2,5–3 µm, o gładkich lub drobnoziarnistych ścianach.

## Występowanie i siedlisko
Podano stanowiska w Ameryce Północnej, Europie i Azji. Występuje również w Polsce.